# Йоган Антон Фельдер
Йоган Антон Фельдерповне ім'я Франц Ксав'є Антон Фельдер (нім. Johann Franz Felder; ? — 16 серпня 1782, Вроцлав) — німецький художник що малював в стилі бароко.
Точне походження художника невідоме. Більшу частину свого життя він жив у Вроцлаві. На підставі його праць вважається, що він був знайомий з творчістю італійських художників. У 40-х роках XVIII ст. разом з Ігнацем Екстером, працював в майстерні Хрістіана Бентума. 3 березня 1755 року отримав громадянство в місті Вроцлав, до цього в 1740 році він отримав титул майстра в гільдії;та відкрив свою майстерню.
В нього було два сини: Йоган та Карл. Обидва були художниками, перші картини вчились малювати у свого батька.

## Творчість
Основні його картини були зв'язані з релігійною тематикою. В 70-х роках XVIII ст. малював картини разом з старшим сином Йоганом. Разом з Ігнацем Екстером малював фрески. До основних його праць відносять оформлення склепінь в парафіяльній церкві св. Мартіна в Сіцінах в 1740 р. та в парафіяльній церкві св. Валентина в Любаші (1743—1745).Фрески в його виконанні стилістично натякають на роботу італійських художників за винятком передавання їм постаті; вони мають відмінні риси провінційного мистецтва Силезії. На його стиль вплинули безпосередньо праці Бентума та Шеффлера.
Працював Фельдер в основному для силезького духовенства, та Цисторіанського абатства, Константина Беєра, єзуїтів вроцлавських і глоговських, та духовенства Гродовця, Собутки, Хрошцина.